# 林田圭子
林田圭子（はやしだ けいこ、Vocal/Harp、1970年1月14日生、やぎ座、AB型）は日本の歌手。福島県南相馬市小高区出身、東京在住のシンガーソングライターである。
好きな食べ物はお寿司。
嫌いな食べ物はかずのこ。

本名 中嶋圭子。アカシック結成後、第19回F.I.H.ハーモニカ/ブルースハープ部門入選者（1999年）。
近時は、出身地福島県の復興コンサート活動
ROKKOKU SONGに関わっている。

使用楽器はクロスオーバー